# Rio Grande (film)
Rio Grande je americký western z roku 1950, který natočil John Ford v Údolí monumentů v Utahu. Jde o závěrečný díl filmové trilogie, jejímiž předchozími díly byly Fort Apache z roku 1948 a Nosila žlutou stužku z roku 1949. V hlavních rolích se objevili John Wayne, Maureen O'Hara, Ben Johnson, Chill Wills a Victor McLaglen.

## Děj
Příběh se odehrává na sklonku sedmdesátých let 19. století. Do odlehlého tábora americké kavalerie na americko-mexickém pomezí, jemuž velí podplukovník Kirby Yorke (John Wayne), přicházejí noví rekruti. Jedním z nich je i podplukovníkův syn; ten byl předtím vyloučen z vojenské akademie a nyní doufá, že si jako prostý voják vyslouží rehabilitaci své pověsti. Do tábora ale dorazí i podplukovníkova žena, jižanka, jejíž plantáž v údolí řeky Shenandoah nechal podplukovník – unionista – vypálit. Ta se snaží svého syna z armády vykoupit.
Celý snímek provázejí konflikty s krvežíznivými Apači, vedenými náčelníkem Geronimem.